# ThinkGeek
ThinkGeek est une chaîne de magasins créée à Fairfax aux États-Unis en 1999 qui s'adresse aux passionnés d'informatique et de « culture geek ». Ayant notamment comme public les administrateurs de systèmes, leur marchandise est assimilée à des « jouets pour adultes, des nouveautés conçues pour plaire à la fois à l'enfant qui sommeille en vous et à l'étudiant de dernière année qui est en vous ».
La société annonce mettre fin à ses activités en juin 2019 et rejoindre GameStop. 

## Histoire
ThinkGeek est fondée en 1999, est basée à l'origine dans le centre-ville de McLean, en Virginie, par Jen Frazier, Jon Sime, Scott Smith et Willie Vadnais, qui dirigent tous une petite entreprise Internet à l'époque, ThinkGeek n'étant à l'origine qu'un projet secondaire. Le site est officiellement lancé le 13 août 1999. Andover.net, un éditeur de nouvelles technologiques de la région de Boston, acquiert ThinkGeek en octobre 1999. Quelques mois plus tard, Andover.net est acheté par VA Linux, une société technologique californienne spécialisée dans le matériel et les logiciels Linux. Après plusieurs changements de nom, VA Linux est devenu Geeknet.
En 2012, ThinkGeek figure parmi les meilleurs détaillants en ligne, à la 175 e place de la liste des 500 meilleurs détaillants en ligne. 